# Diepoldinger-Rapotonen

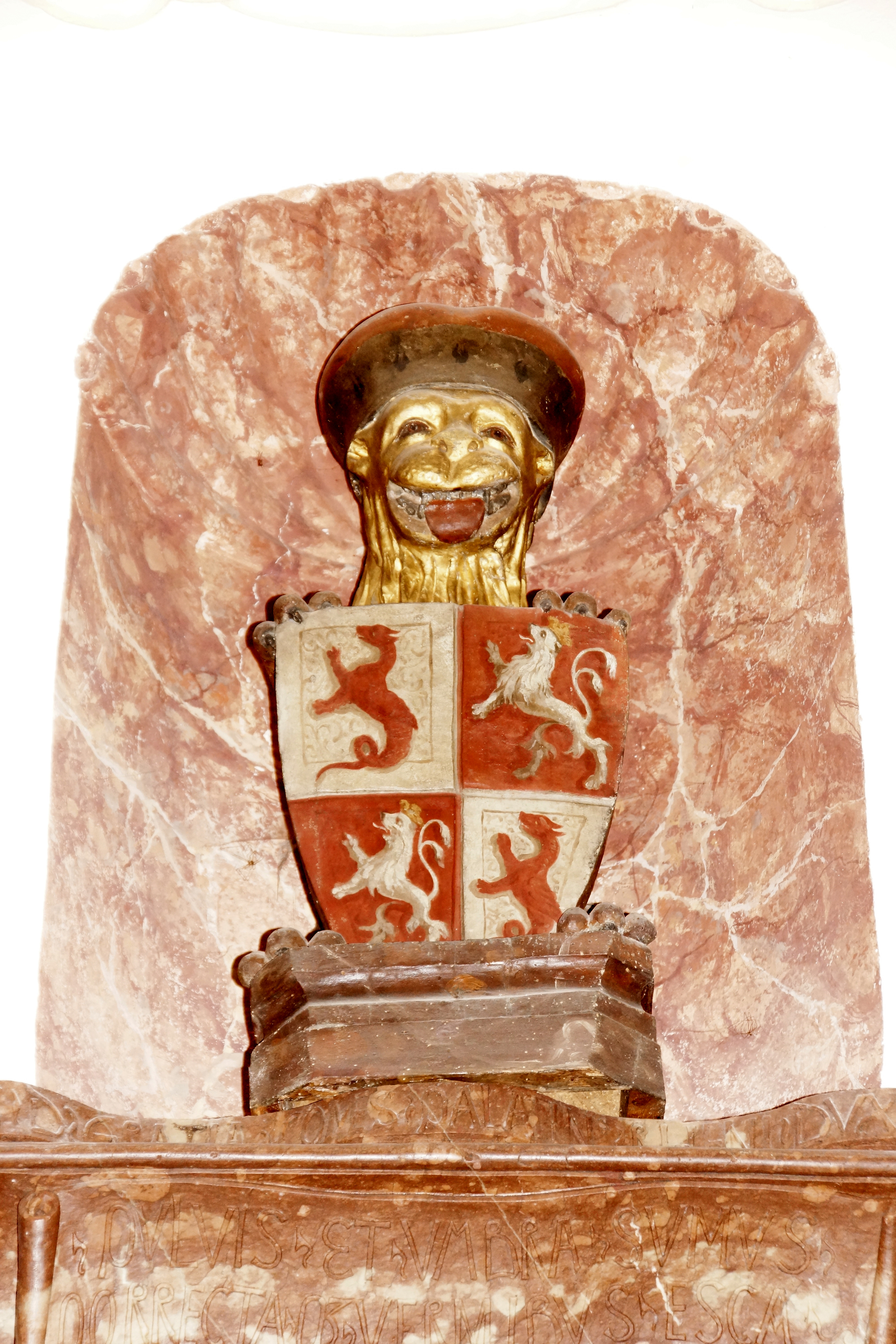
Der rote Drache auf silbernem Grund ist das Wappen der Diepoldinger

Die Diepoldinger und Rapotonen, heute vor allem als Markgrafen von Cham-Vohburg bekannt, waren zwei eng miteinander verbundene Adelsgeschlechter, die in der Fachliteratur oft als ein zusammenhängendes Geschlecht, die Diepoldinger-Rapotonen, dargestellt werden. Die Diepoldinger waren einst Grafen im schwäbischen Augstgau und Durigau und im bayerischen Nordgau. Die Rapotonen waren Grafen im Traungau und im Nordgau. Das Gesamtgeschlecht war mit zahlreichen Hochadelsfamilien des südostdeutschen Raumes, den Staufern, den Welfen und den Zähringern verwandt. Von einigen wird auch vermutet, dass die Grafen von Dießen und späteren Grafen von Andechs zu ihrem Familienverband gehörten. 
Die Diepoldinger und Rapotonen gehörten im 11. und bis Mitte des 12. Jahrhunderts zu den mächtigsten und einflussreichsten Geschlechtern im Heiligen Römischen Reich. Es verdankte seinen Aufstieg vor allem den Salierkaisern. Mit dem Übergang der Kaiserwürde auf die Staufer begann die Macht der Diepoldinger-Rapotonen zu schwinden. Zwischen 1256 und 1258 starben die letzten Mitglieder im Gefolge der Staufer in italienischer Gefangenschaft, womit das Geschlecht endgültig erlosch.

## Geschichte
Ältestes bekanntes Mitglied der Familie der Diepoldinger war Diepold I., der 955 bei der Schlacht auf dem Lechfeld fiel. Er war Graf im Augstgau und hatte umfangreiche Besitzungen um Dillingen an der Donau und Giengen an der Brenz. Seine Enkelin heiratete den Traungaugrafen Rapoto II., Sohn des ältesten Rapotonen Rapoto I., und begründete damit die untrennbare Verbindung der Diepoldinger mit den Rapotonen.
Im Jahre 1059 beschnitt König Heinrich IV. die Macht der Diepoldinger-Rapotonen weitestgehend im Augstgau durch die Forstbannschenkung an Bischof Heinrich II. von Augsburg.
Um die Mitte des 11. Jahrhunderts wurde die Markgrafschaft um Cham (Mark Cham) von Kaiser Heinrich III. gegründet. Sein Nachfolger Heinrich IV. baute diese aufgrund der böhmischen Bedrohung mithilfe von Ministerialburgen als Bollwerk um die zentrale Reichsburg Cham aus. Im Jahre 1050 tritt dort Sizzo auf, Sohn des Chiemgaugrafen Sighard. Seine Schwester war mit dem Diepoldinger Augstgrafen Diepold I. verheiratet. Der Besitz Sizzos fiel daraufhin an die Diepoldinger, wodurch diese zu Lehensgebieten im Nordgau kamen. Mit dem reichen Erbe gelang es Diepold I. den Verlust der Grafschaft im Augstgau zu kompensieren. 1077 erscheint sein Sohn Diepold II. als Markgraf von Nabburg.
Bereits 1073 treten die Rapotonen in der Markgrafschaft Cham auf.
Gemeinsam benennen sich die Geschlechter als Markgrafen von Cham und Nabburg und wurden treue Gefolgsmänner der Salier. Ihre ärgsten Konkurrenten in jener Zeit wurden die Grafen von Sulzbach. Durch Rodung, Burgenbau und Ministerialenverwaltung entwickelten sie im Nordgau eine zusammenhängende Adelsherrschaft.
Im Investiturstreit zwischen Heinrich IV. und Papst Gregor VII. waren die Rapotonen enge Gefolgsleute des Kaisers. Infolgedessen fiel Diepold II. im Jahre 1078 bei der Schlacht bei Mellrichstadt, zwei Jahre später sein Bruder Rapoto III. bei der Schlacht bei Hohenmölsen an der Grune. Der Konflikt führte jedoch auch zur deutlichen Machtsteigerung. Ulrich von Passau erhielt somit umfangreiche Besitzungen in Ostbayern an der Donau und am Inn, in der Oberpfalz und im Rottachgau und wurde Burggraf von Passau. Sein Bruder Rapoto V. von Cham übernahm 1082 das Pfalzgrafenamt des verstorbenen Kuno von Rott. Er hatte es bis zu seinem Tod im April 1099 inne.
Durch das Bündnis Heinrichs IV. mit den Přemysliden verloren die Marken Cham und Nabburg an Bedeutung und wurden Reichslehen der Diepoldinger-Rapotonen.
Diepold III. beerbte seine Verwandten Ulrich von Passau und Rapoto V., die beide Ostern 1099 auf einem Hoftag in Regensburg an einer Seuche gestorben waren. Die bayerische Pfalzgrafenwürde Rapotos V. ging dabei aber verloren. Dadurch erbte er unter anderem die Mark Cham und die Herrschaft Vohburg an der Donau sowie Besitzungen in der Oberpfalz und im Chiemgau, in Schwaben sowie an der Donau in Niederösterreich zwischen Wien und Preßburg (Petronell und Rohrau). Des Weiteren dehnte er seine Herrschaft durch Landesausbau im Egerland deutlich aus. Die ehemaligen Besitzungen Ulrichs im Rottachgau und im südlichen Bayern konnte er sich nicht sichern. Diese gingen mit der Ehe von Ulrichs Tochter Uta mit Engelbert II. an die Spanheimer verloren. Mit Petronell und Rohrau, nahe der damaligen Grenze zum Königreich Ungarn, belehnte er seinen nach Österreich mitgebrachten Gefolgsmann Hugo von Liechtenstein, der sie 1142 zu freiem Eigen übertragen bekam.
Während des Konflikts Heinrichs IV. mit seinem Sohn Heinrich V. standen die Rapotonen auf der Seite des Kaisersohnes. Diepold III. war 1105 maßgeblich am Aufstand des Nordgauadels gegen den Kaiser beteiligt. In der Folgezeit spielte er in der Reichspolitik Heinrichs V. eine wichtige Rolle. Durch dessen Förderung erreichte das Geschlecht seinen Höhepunkt.
1118 gründete Diepold das Hauskloster, die Abtei Reichenbach, 1133 die Abtei Waldsassen. Diepolds Macht zeigt sich deutlich an der Heirat seiner Tochter Adela mit Friedrich Barbarossa. Diese Ehe besiegelte jedoch auch den Niedergang der Diepoldinger-Rapotonen. Im Jahre 1148 verstarb Diepold. Noch im selben Jahr wurde das Egerland durch König Konrad III. von der Mark Nabburg abgetrennt und die Macht der diepoldingischen Markgrafen deutlich eingeschränkt. Zeitgleich begann damit der Aufbau des staufischen Reichslandes. Das Geschlecht konzentrierte nun seinen Machtbereich auf das Chamer Becken.
Die Diepoldinger-Rapotonen teilten sich nach Diepold III. in zwei Linien. Die Chamer Linie starb 1204 mit Markgraf Berthold II. aus. Seine Besitzungen um Cham und Vohburg an der Donau fielen dabei an seinen Schwager Herzog Ludwig I. von Bayern. Die Diepoldinger starben 1238 aus; sie waren zuletzt Markgrafen von Nabburg.
Die jüngere Linie erlosch in den Jahren 1256 und 1258 als Gefolgsmänner der Staufer. Berthold III. von Vohburg war Regent Siziliens für den minderjährigen Konradin von Hohenstaufen. Er und seine beiden Brüder Otto und Ludwig, die letzten Rapotonen, wurden durch den neuen sizilischen König Manfred am 2. Februar 1256 ins Gefängnis geworfen und zu ewiger Kerkerhaft verurteilt. Innerhalb der nächsten beiden Jahre starben sie dort. Dadurch fielen auch die restlichen Besitzungen in der Mark Nabburg, in der mittleren und nördlichen Oberpfalz an die Wittelsbacher.
Die Territorialbildung im Nordgau der Diepoldinger-Rapotonen blieb bereits im Anfang stecken. Schwerpunkt ihres Einflussbereiches blieb immer die Markgrafschaft Cham. Die Hauptleistung des Geschlechtes war die Kolonisierung und Erschließung des bayerischen Nordwaldes (Oberpfälzer Wald) bis hinauf ins Egerland.
Bedeutende Persönlichkeiten des Gesamtgeschlechtes waren:
- Diepold II. († 1078), Markgraf im Nordgau, Schwiegersohn des Herzogs Berthold II. von Kärnten
- Rapoto V. († 1099), Pfalzgraf von Bayern 1082/86–1099
- Ulrich († 1099), Graf von Finningen und Passau, Schwiegervater der Herzogs Engelbert II. von Kärnten
- Hermann, Bischof von Augsburg
- Diepold III. († 1146), Markgraf von Nabburg, Vohburg und Cham, Schwiegersohn des polnischen Fürsten Władysław I. Herman und Schwiegervater von Friedrich I. Barbarossa, Herzog von Schwaben und später deutscher Kaiser
- Diepold IV. († wohl 1128), Schwiegersohn des Bayernherzogs Heinrich des Schwarzen
- Berthold II. († 1204), Schwiegersohn von Herzog Otto I. von Bayern
- Berthold III. († 1256/57), Regent von Sizilien 1254

## Stammliste
1. Rapoto I., Graf im oberen Traungau, *vor 956, gestorben nach 984
  1. Ratpoto II., Graf im oberen Traungau 1006, um 1020 bezeugt, ⚭ N.N, Tochter von Graf Riwin I. in Oberdillingen, Nachfahrin des Grafen Diepold († 955), eines Bruders des Heiligen Ulrich
    1. Rapoto (Razo) III. († 19. Juni 1050), Graf von Dießen, Graf im bayerischen und schwäbischen Augstgau, entweder verheiratet mit Hemma, Tochter des Luitpold, Markgraf der bayerischen Ostmark (Babenberger), oder verheiratet mit Beatrix, entweder Tochter Friedrichs I. von Andechs oder Tochter Bertholds I. an der oberen Isar
    2. Ulrich I. († 5. März ?) (nach Wilhelm Wegener), Graf um die Salzachmündung 1027–1051
      1. Ulrich II. († 19. Januar um 1096), Graf um die Salzachmündung; die Grafschaft fiel anschließend an die Sieghardinger

    3. Dietpold (Diepold) I. († 18. Mai wohl 1060), Graf 1020/59, Graf im Augstgau und Keltenstein, entweder verheiratet mit Adela, Tochter des Grafen Sigehard, oder mit N.N. von Schweinfurt, Tochter des Grafen Heinrich
      1. Rapoto IV. (X 15. Oktober 1080 in der Schlacht bei Hohenmölsen), Graf, 1070/94 Graf von Cham, 1059 Vogt von St. Emmeram, ⚭ I vor 1065 Mathilde, Tochter des Grafen Siegfried VII. im Chiemgau (Sieghardinger) oder ⚭ I Mathilde von Wels-Lambach, Tochter des Grafen Arnold II., ⚭ II NN
        1. Rapoto V. (I.) († 14. April 1099 in Regensburg), 1083 Graf, 1082/86–1099 Pfalzgraf von Bayern, Vogt von St. Emmeram, Mittelmünster und St. Paul in Regensburg und Münchsmünster, ⚭ Elisabeth aus Lothringen, 1086/99 bezeugt, Witwe von Kuno II. von Rott und Vohburg (X 1081 Höchstädt an der Donau), Vogt von St. Paul in Regensburg
        2. Ulrich († 24. Februar 1099), Graf von Finningen, Graf von Passau, ⚭ Adelheid von Frontenhausen († zwischen 1105[6] und spätestens um 1111/1112[7]), Tochter des Kuno von Lechsgemünd und der Mechtild von Achalm, Witwe von Graf Marquart von Marquartstein, heiratet in 3. Ehe Graf Berengar I. von Sulzbach († 1125), Stifterin von Kloster Baumburg
          1. Uta (* um 1085; † 9. Februar wohl 1150), ⚭ Engelbert II. von Sponheim († 1141), Herzog von Kärnten, Markgraf von Istrien, Vogt von St. Paul

        3. Mathilde († wohl 1125), ⚭ Ulrich III. († 1097), Graf von Ratelnberg-Windberg aus dem Haus Formbach, 1083 Vogt von Stift Göttweig
        4. Hermann († 18. März 1133), um 1095 Pater zu Cham, 1096 Elekt und 1099–1133 Bischof von Augsburg,[8] gelangte durch Bestechung auf den Bischofsstuhl, 1122 wurde dies durch das Wormser Konkordat jedoch legitimiert.
        5. Hedwig, ⚭ Wolfram II., Graf von Abenberg
        6. Ita (nach Wegener), ⚭ Leopold II. (* um 1051; † 12. Oktober 1095), Markgraf von Österreich

      2. Mathilde († 30. September ...), 1092 geistlich, ⚭ Friedrich I. († 17. Juli 1071), Graf von Tengling (Sieghardinger)
      3. Diepold II. von Giengen an der Brenz (X 7. August 1078 in der Schlacht bei Mellrichstadt), Markgraf im Nordgau, ⚭ Luitgarde von Zähringen († wohl 1119), Tochter des Herzogs Berthold II. von Kärnten (Zähringer)
        1. Berthold I. († 7. April ...), Markgraf von Giengen
        2. Diepold III. (* 1075; † 1146), Markgraf von Nabburg, Vohburg und Cham, ⚭ I vor 1118 Adelajda von Polen (* 1090/91, † 1127), Tochter des Fürsten Władysław I. Herman, ⚭ II Kunigunde von Beichlingen aus dem Haus Northeim, Tochter des Grafen Kuno, Witwe nach Wiprecht III., Graf von Groitzsch, III ⚭ Sofie, Schwester des ungarischen Grafen Stefan
          1. Diepold IV. († 1128), Markgraf von Vohburg, ⚭ Mathilde von Bayern († 16. Februar 1183), Tochter des Herzogs Heinrich des Schwarzen (Welfen)
            1. Diepold V. der Jüngere (* vor 1128; † 13. November wohl 1158 im Felde in Italien), Markgraf von Vohburg und Cham 1147–1158
            2. Tochter, ⚭ Gebhard I. († wohl 1168), Graf von Leuchtenberg,  begraben in Endorf

          2. Liutgard († 25. September ...), ⚭ Volkrat († vor 1160), Graf von Lechsgemünd 1135 bis um 1145
          3. Euphemia, ⚭ Heinrich III. von Windberg aus dem Haus Formbach, Graf von Assel (* 1146 nach dem 3. August)
          4. Judith (Jutta) († 20. Februar wohl 1175), ⚭ um 1134 Friedrich III. († 11. April wohl 1148), aus dem Hause Bogen, Domvogt von Regensburg, begraben in Jerusalem
          5. Adela, Erbin des Egerlandes, ⚭ I vor dem 2. März 1147 in Eger, geschieden im März 1153 in Konstanz, Friedrich I. Barbarossa († 1190) 1147 Herzog von Schwaben, 1152 deutscher König, 1155 Kaiser, ⚭ II Dieto von Ravensburg, welfischer Ministerialer, 1152–1180 bezeugt
          6. Berthold II. († 15. September 1182), 1154 Markgraf von Cham, 1157 Markgraf von Vohburg, um 1160 Vogt von Reichenbach, 1174 Vogt von Seeon, Vogt von St. Paul in Regensburg, ⚭ N.N. (Adelheid?) Tochter des Grafen Albrecht von Ballenstedt
            1. Berthold III. († 25. Mai 1204), 1189 Markgraf von Vohburg, nach seinem Tod fallen Vohburg und Cham an Herzog Ludwig I. von Bayern, ⚭ Elisabeth von Wittelsbach († wohl 1189/90 im Kloster Bitburg), Tochter des Herzogs Otto I. von Bayern (Wittelsbacher)

          7. Kunigunde († 22. November 1184 als Witwe geistlich (ab 1180) zu Admont), ⚭ vor 1146 Otakar III. († 31. Dezember 1164), 1129–1164 Markgraf von Steyr
          8. Adelheid, ⚭ Poppo III. († vor 1181), Graf von Laufen 1139–1176
          9. Sophia († 12. März 1176), ⚭ I Herrand II. von Falkenstein und Hernstein († 13. April wohl 1155), ⚭ II um 1155 Konrad II. († 12. September wohl 1195), Graf von Peilstein
          10. Diepold VI. († 21. Oktober 1193), 1172 Graf von Vohburg, ⚭ N.N. (Adelheid?) Tochter des Grafen Albrecht von Ballenstedt
            1. Diepold VII. († 26. Dezember 1225), 1205 Markgraf von Vohburg, begraben in Kastl, ⚭ Mechtild von Wasserburg 1192–1238 bezeugt, Tochter des Grafen Dietrich von Wasserburg-Viechtenstein, Hallgraf, Witwe von Friedrich II., Graf von Hohenburg im Nordgau
              1. Berthold IV. († zwischen 2. Februar 1256 und September 1257 im Gefängnis), Markgraf von Hohenburg, 1251 Conte d’Ascoli, Großmarschall des Königreichs Sizilien, 1254 Regent von Sizilien, ⚭ Isolda von Lancia, Tochter des Markgrafen Manfred von Lancia
              2. Diepold VIII., 1243 Markgraf von Hohenburg, 1247 kaiserlicher Generalvikar in Oberitalien, 1232–1247 bezeugt, ⚭ Tommasina, Tochter des Grafen Walter von Manupello
                1. Berthold V.
                2. Januarius

              3. Otto († zwischen dem 2. Februar 1256 und 21. März 1258 im Gefängnis), 1249 Markgraf von Hohenburg, 1254 Conte di Chieti
              4. Ludwig († zwischen dem 2. Februar 1256 und dem 21. März 1258), 1232 bezeugt, 1254 Conte de Cotrone
              5. Richiza († 10. August 1266), 1237 bezeugt, 1260 Priorin vom Heiligen Kreuz zu Regensburg, ⚭ wohl 13. April 1237 Heinrich I. († 15. Februar 1241), Graf von Ortenberg
              6. Hedwig († 8. Juni 1265), begraben in Kastl, ⚭ Markwart I. von Arnsberg und Heideck 1253–1263 († vor 9. Juni 1278)

        3. Konrad, um 1110
        4.  ? Adelheid von Mochental († geistlich 1. Dezember wohl 1127), ⚭ Heinrich I. († 24. September vor 1116 als Mönch in Zwiefalten), Graf von Berg, begraben in Zwiefalten

      4. Heinrich I. (nach Wegener) († 24. September vor 1116), Graf von Berg in Schaben, ⚭ Adelheid von Mochental († 1. Dezember 1125), Tochter des Diepold II. von Giengen und der Liutgard von Zähringen
        1. Heinrich II. († 24. Februar vor 1127)
        2. Diepold II. († 19. Mai 1160/1165)
        3. Rapoto († 25. Juni)
        4. Salome (* vor 1101; † 27. Juli 1144), ⚭ 1115 Boleslaw III. († 28. Oktober 1138), Herzog von Polen
        5. Richinza († 27. September 1125), um 1110 ⚭ Vladislav I. († 27. September 1125), Herzog von Böhmen
        6. Sophia († 31. Mai 1126), ⚭ Otto II. († 28. Februar 1126), Herzog von Mähren

      5. Ulrich von Gosham (nach Wegener) († 1083), Stammvater der Grafen von Raabs, Burggrafen von Nürnberg, Herren und Grafen von Deggendorf und Pernegg